# José Freire Falcão
José Freire Falcão (Ererê, 23 oktober 1925 – Brasilia, 26 september 2021) was een Braziliaans geestelijke en kardinaal van de Rooms-Katholieke Kerk.
Freire Falcão werd op 19 juni 1949 tot priester gewijd. Vervolgens vervulde hij diverse pastorale functies. Op 24 april 1967 werd hij benoemd tot bisschop-coadjutor van Aureliano de Matos van Limoeiro do Norte en tot titulair bisschop van Vardimissa; zijn bisschopswijding vond plaats op 17 juni 1967. Toen bisschop De Matos op 19 augustus 1967 overleed, volgde Falcão hem op als bisschop.
Op 25 november 1971 werd Freire Falcão benoemd tot aartsbisschop van Teresina. Op 25 februari 1984 volgde zijn benoeming tot aartsbisschop van Brasilia.
Freire Falcão werd tijden het consistorie van 28 juni 1988 kardinaal gecreëerd. Hij kreeg de rang van kardinaal-priester. Zijn titelkerk werd de San Luca a Via Prenestina.  Hij nam deel aan het conclaaf van 2005 dat leidde tot de verkiezing van paus Benedictus XVI. Wegens zijn leeftijd was hij niet stemgerechtigd op het conclaaf van 2013. Freire Falcão ging op 28 januari 2004 met emeritaat.
Freire Falcão overleed op 95-jarige leeftijd.
- Gemeinsame Normdatei: 1063991544
- Virtual International Authority File: 313405347
- WorldCat: E39PBJy4gkR9hKbJwVMGRXkFKd